# Aura (art)
Ne doit pas être confondu avec L'Aura (œuvre d'art).
L'aura est un terme utilisé par Walter Benjamin dans sa propre définition, dont il voit le phénomène aussi bien dans la nature que dans l'art. Il a donné ses explications les plus connues à ce sujet dans l'essai L'Œuvre d'art à l'époque de sa reproductibilité technique, paru en 1935, et l'a définie « comme l'apparition unique d'un lointain, aussi proche qu'il puisse être »,. Il poursuit en expliquant que l'aura d'une œuvre d'art se caractérise par l'inaccessibilité, l'authenticité et l'unicité. L'une des idées centrales de l'essai sur les œuvres d'art porte sur le déclin de l'aura, car celle-ci s'atrophie en raison de la reproductibilité technique.
À la fin du XXe siècle l'analyse de Walter Benjamin est contestée, notamment par Antoine Hennion et Bruno Latour qui relèvent les erreurs et les incompréhensions véhiculées par Benjamin.